# Rhizodrilus russus
Rhizodrilus russus är en ringmaskart som beskrevs av Erséus 1990. Rhizodrilus russus ingår i släktet Rhizodrilus och familjen glattmaskar. Inga underarter finns listade i Catalogue of Life.